# 조려
조려(趙旅, 1420년 ~ 1489년)는 조선 세종, 문종, 단종 때의 문신이며 생육신의 한 사람이다. 자는 주옹(主翁). 호는 어계 은자(漁溪隱者). 공조전서 조열(趙悅)의 손자, 증 사복시정 조안(趙安)의 아들. 1453년에 진사가 되었고 여러 관직을 역임했으나 세조가 왕위를 찬탈하자 이에 항거하여 관직을 버리고 고향 함안에 돌아가 백이산(伯夷山) 아래에 숨어 살았다. 본관은 함안(咸安). 경상남도 함안군 출생.

## 생애
1420년(세종 2년) 경상남도 함안에서 출생하였다. 1453년 성균관 진사 시험에 합격하였으며 명망이 높았다. 그 뒤 국자감에 입학하여 학문 연구를 하던 중, 1455년 수양대군이 조카 단종을 폐위하고 왕위에 즉위하자, 불합리한 방법으로 왕위를 찬탈한 수양대군을 임금으로 섬길 수 없다 하여, 폐위된 단종에 대한 충성과 의리로 망설임없이 벼슬을 버리고 고향 함안 군북에 낙향하여 은거하였다.
1456년 단종이 영월로 유배되자 강원도 영월을 방문하여 수시로 단종의 안부인사를 원호의 관란정(觀瀾亭)에 유숙하며 원호, 이수형 등과 함께 국사를 논하면서 어린 임금의 안전을 기원하였고, 후에 원주 치악산에 올라 다시는 벼슬에 나가지 않을 것을 굳게 맹세하고 치악산 정상에 원호, 이수형과 함께 나란히 이름을 새겼다. 1457년 금성대군과 이보흠 등이 거듭 단종 복위를 꾀하다가 실패하고 단종이 사사당하자 문상을 하러가던 그는 영월 청령포 앞에 이르러 배가 없어 통곡하였다. 이때 호랑이가 나타나서 그를 등에 업고 영월 동강을 도강했다 한다.
그 뒤 단종왕의 넋을 공주 동학사(東鶴寺)에 모신 후 함안으로 돌아와 서산 아래에 은거하여 사람들은 그가 머무르던 서산을 백이산이라 불렀다. 단종 승하 후 3년간 상복을 입고 3년상을 치렀고 1489년 70세에 세상을 떠났다. 세조는 그를 여러 차례 관직에 불렀으나 끝까지 거절하고 나가지 않았다. 이후 독서와 낚시로 세월을 보냈다.
1698년 단종이 왕으로 복위되자 이조 참판에 증직(贈職)되었고 1703년 경상도 유생 곽억령(郭抑齡) 등이 상소를 올려 유응부, 성삼문, 박팽년 등 사육신의 예에 따라 생육신인 조려  등도 사당을 세워 제향하도록 조정에 건의하여 1706년 생전에 기거하던 백이산 아래 함안군 원북동에 사당을 세워김시습, 이맹전, 원호, 남효온, 성담수와 함께 제향하였다. 사당은 후에 서산서원(西山書院)으로 이름지어졌다.
1781년 이조판서 겸 동지의금부사 오위도총부 부총관에 가증(加贈)되고 시호는 정절(貞節) 저서로는 후손 증 이조참판 조영석이 정리한 어계집(漁溪集)이 전한다.

## 저서
- 《어계집》(漁溪集)

## 관련 문화재
- 함안 생육신 조려 유적 (경상남도 문화재자료 제590호)

## 같이 보기
- 생육신
- 사육신
- 성담수
- 남효온
- 정보
- 권절
- 원호
- 이맹전
- 이수형